# BioLib
 (février 2025).
Si vous disposez d'ouvrages ou d'articles de référence ou si vous connaissez des sites web de qualité traitant du thème abordé ici, merci de compléter l'article en donnant les références utiles à sa vérifiabilité et en les liant à la section « Notes et références ».
Biological Library (aussi connu sous l'abréviation BioLib) est une base de données taxonomiques en ligne.
Les auteurs en sont : Zicha, Ondřej et al.
La base de données met l'accent sur la biodiversité en République tchèque, sans y être strictement  restreinte.